# Секс-контроль
«Секс-контроль» (оригінальна назва — «Блокувальники»; англ. Blockers) — американська кінокомедія 2018 року. Комедія «Секс-контроль» — це режисерський дебют Кей Кеннон. До того Кеннон продюсувала кілька стрічок, знялася у восьми фільмах та написала сценарій до декількох серіалів та трьох частин фільму «Ідеальний голос». Зіграти ролі занадто дбайливих батьків запросили Джона Сіну, Айка Барінхолца та Леслі Манн. Зйомки фільму проходили в Атланті у травні 2017 року. Прем'єра стрічки відбулася 10 березня 2018 року на фестивалі «На південь через південний захід», США. В Україні фільм вийшов у прокат 5 квітня 2018 року.

## Сюжет
Три дівчинки-підлітки готуються до однієї з найважливіших подій у їхніх життях — випускного у школі. Там вони планують позбутися цноти, дати старт своєму дорослому життю. Батьки, випадково дізнавшись про це, готові зробити все, що завгодно, щоб знищити навіть найменші натяки на секс у їх дочок. Усю ніч татусі та матері будуть оберігати своїх дочок від втрати невинності. Проте й старшокласники сидіти склавши руки не збираються — у них напоготові чимало засобів протистояння старшим.

## Акторський склад
- Леслі Манн — Ліза
- Джон Сіна — Мітчелл
- Рамона Янг — Анжеліка
- Кетрін Ньютон — Джулі
- Айк Барінголц — Гантер
- Джина Гершон — Кеті
- Джеральдін Вісванатан — Кайла
- Майлз Гатрі Роббінс — Конор
- Гері Коул — Рон
- Грем Філліпс — Остін